# 剣と風と子守唄
『剣と風と子守唄』（けんとかぜとこもりうた）は、三船プロダクションの製作により日本テレビ系列で放映された時代劇。1975年4月1日から9月30日までの半年間、火曜夜9時からの1時間枠で放映された。全27回。

## 概要
砦十三郎は幕政に反逆したために、江戸を追放されることになった。一人娘を後輩の左源太に預けたが、その左源太に「十三郎の命を狙え」との幕府からの命が下った。その時から、十三郎と左源太の追いつ追われつの旅が始まったが、十三郎は旅の途中で様々な事件に出くわし、それに立ち向かう。

## キャスト
- 砦十三郎　…　三船敏郎
- あかねの左源太　…　中村敦夫
- 小雪　…　斎藤こず恵
- ひぐれの丈吉　…　赤塚真人

- 語り　…　鈴木瑞穂

## スタッフ
- プロデューサー：伊藤満、安田喗、長富忠裕
- 脚本：放映リスト参照。
- 音楽：小林亜星（編曲：筒井広志）
  - 挿入歌：「小雪のわらべ唄」（作詞：羽柴秀彦）、「父恋いの唄」（作詞：杉山義法）

両楽曲とも作曲：小林亜星、歌：斎藤こず恵
- 殺陣：山口博義
- 監督：放映リスト参照。
- 製作：三船プロダクション

## 放映リスト
| 話数 | 放送日         | サブタイトル          | 脚本            | 監督     | ゲスト                                                                                 |
| ---- | -------------- | --------------------- | --------------- | -------- | -------------------------------------------------------------------------------------- |
| 1    | 1975年 4月1日  | ひとり戦争            | 杉山義法        | 池広一夫 | 伊吹吾郎、波乃久里子、山本麟一、 丹古母鬼馬二、尾藤イサオ、岩城力也、 森章二、堺左千夫 |
| 2    | 1975年 4月8日  | ふたり父さま          | 小川英、 胡桃哲 | 池広一夫 | 宇津宮雅代、大和田伸也、河原崎次郎、 菅貫太郎、内田朝雄、根岸一正                      |
| 3    | 1975年 4月15日 | 紅い罠                | 小川英、 胡桃哲 | 池広一夫 | 高橋昌也、市毛良枝、 井上昭文、稲葉義男                                                |
| 4    | 1975年 4月22日 | 無情の影              | 浅間虹児        | 松森健   | 岡田裕介、柳生博、 森山周一郎、穂積隆信                                                |
| 5    | 1975年 4月29日 | 喰われた献上馬        | 田坂啓          | 池広一夫 | 伊藤雄之助、藤原釜足、 沢村いき雄、武藤章生                                            |
| 6    | 1975年 5月6日  | 荒原の墓標            | 津田幸夫        | 村山三男 | 山本学、武原英子、 渡辺文雄、村上冬樹                                                  |
| 7    | 1975年 5月13日 | 狂った野望            | 小川英、 胡桃哲 | 降旗康男 | 金田龍之介、赤座美代子、小松方正、 山本昌平、潮建志                                    |
| 8    | 1975年 5月20日 | 孤雁の群れ            | 津田幸夫        | 降旗康男 | 佐野周二、松橋登、鳥居恵子、 小鹿番、中庸介                                            |
| 9    | 1975年 5月27日 | やっこ武士道          | 宮川一郎        | 松森健   | 岩本多代、砂塚秀夫、立花直樹、 深江章喜、内田勝正                                      |
| 10   | 1975年 6月3日  | 華麗なる刺客          | 津田幸夫        | 降旗康男 | 竜崎勝、安田道代、 小笠原良知、高野真二                                                |
| 11   | 1975年 6月10日 | 父娘の十字架          | 村尾昭          | 田中徳三 | 高橋悦史、神山繁、名和宏、 松山照夫、石山雄大                                          |
| 12   | 1975年 6月17日 | 殿様暗殺の日          | 浅間虹児        | 丸輝夫   | 中尾彬、加賀邦男、西沢利明、 織本順吉、粟津號                                          |
| 13   | 1975年 6月24日 | 戦場の天使            | 村尾昭          | 内藤三郎 | 渡辺篤史、波乃久里子、宮口精二、 今井健二、渥美国泰                                    |
| 14   | 1975年 7月1日  | 地獄に恋した 野郎ども |                 | 池広一夫 | 長谷川明男、野際陽子、岸田森、 天津敏、伊達三郎                                        |
| 15   | 1975年 7月8日  | 母恋い馬子唄          | 中村努          | 田中徳三 | 井上孝雄、水野哲、内藤武敏、 田島令子、藤岡重慶、中村孝雄                              |
| 16   | 1975年 7月15日 | 還らざる黄金          | 津田幸夫        | 松森健   | 珠めぐみ、竹下景子、仲谷昇、 須賀不二男、浜田晃、八名信夫                              |
| 17   | 1975年 7月22日 | 闇の宿場に 咲く花火   | 中村努          | 村山三男 | 伊佐山ひろ子、工藤堅太郎、 北原義郎、内田朝雄（2回目）                                 |
| 18   | 1975年 7月29日 | 母ちゃんの鐘          | 津田幸夫        | 松森健   | 倍賞美津子、大門正明、佐野厚子、 近藤宏、五味龍太郎、 長谷川弘、吉田友紀               |
| 19   | 1975年 8月5日  | 子供のいない街        | 浅間虹児        | 村山三男 | 和崎俊哉、田口計、村田正雄、 大木正司、片岡五郎                                        |
| 20   | 1975年 8月12日 | 兄弟の勲章            | 小川英、 胡桃哲 | 松森健   | 三ツ木清隆、岡村清太郎、川合伸旺、 川辺久造、玉川伊佐男、露原千草                      |
| 21   | 1975年 8月19日 | 女郎集団脱走          | 村尾昭          | 宮越澄   | 中原早苗、渡辺やよい、絵沢萌子、 樋浦勉、内田稔、内田勝正（2回目）                     |
| 22   | 1975年 8月26日 | 鬼が惚れた鬼          | 杉山義法        | 池広一夫 | 沖雅也、竹下景子（2回目）、 浜田寅彦、高城淳一、阿藤海                                 |
| 23   | 1975年 9月2日  | 鬼と虎と酒天国        | 田坂啓          | 鹿島章弘 | 伊藤雄之助（2回目）、沢村貞子、 江幡高志、 潮万太郎、沢村いき雄（2回目）               |
| 24   | 1975年 9月9日  | 小さな突撃隊          | 津田幸夫        | 丸輝夫   | 大出俊、望月真理子、下條正巳、 勝部演之、 中井啓輔、佐藤宏之、三戸部スエ               |
| 25   | 1975年 9月16日 | 左源太賞金首          | 村尾昭          | 宮越澄   | 加藤武、原知佐子、 田中浩、きくち英一                                                  |
| 26   | 1975年 9月23日 | 壊滅恩讐の里          | 小川英、 胡桃哲 | 降旗康男 | 緑魔子、石橋蓮司、 浜村純、三谷昇                                                      |
| 27   | 1975年 9月30日 | 栄光への 父娘旅       | 津田幸夫        | 池広一夫 | 志村喬、岸田森（2回目）、 睦五郎、大村千吉                                             |

| 日本テレビ系 火曜21:54 - 21:55枠 | 日本テレビ系 火曜21:54 - 21:55枠 | 日本テレビ系 火曜21:54 - 21:55枠                          |
| 前番組                           | 番組名                           | 次番組                                                    |
| -------------------------------- | -------------------------------- | --------------------------------------------------------- |
| 鞍馬天狗 （21:00 - 21:55）       | 剣と風と子守唄                   | NNNニューススポット （21:54 - 22:00） 【1分拡大して継続】 |